# Švapsko vojvodstvo
Vojvodina Švapska (njemački: Herzogtum Schwaben, latinski: Ducatus Allemaniæ) bila je jedno od 5 matičnih (etničkih) vojvodstava unutar srednjovjekovne Njemačke. Često je bilo nazivano Alemanijom u razvijenom srednjem vijeku. Njegovi vojvode su općenito bili među najmoćnijim ljudima Svetog Rimskog Carstva. Najpoznatija dinastija koja je vladala bili su Hohenstaufenovci koji su bili i carevi Svetog Rimskog Carstva. Ime je dobila po Svevima, starom germanskom plemenu. Raspalo se nakon smrti Konradina, zadnjeg vojvode iz dinastije Hohenstaufen iako ga je Rudolf I. Habsburški nastojao oživiti krajem 13. stoljeća pod vlašću Habsburga.
S padom moći Istočne Franačke,  Zähringer se činio spremnim kao lokalni nasljednik moć u jugozapadnoj Njemačkoj i sjeverozapadu Kraljevine Arles. S osnivanjem grada Berna godine 1191, Berthold V., vojvoda od Zähringera ukazuje na jedno od središta moći Zähringera. Istok Jure i zapad rijeke Reuss su bili opisivani kao “Manje Vojvodstvo” Burgundija (Burgundia Minor, klein Burgund) a sama županija Bern je bila poznata kao “zemaljsko vojvodstvo” (Landgrafschaft) Burgundije. Sveudilj, Berthold je umro bez nasljednika. Car Fridrih II. je proglasio godine 1218. Bern Slobodnim carskim gradom. Bertholdova smrt bez nasljednika je značila potpuni raspad jugozapadne Njemačke. Taj raspad je išao na ruku razvoju Švicarske i Burgundije. Shodno tomu Bern se 1353 pridružio Švicarskoj federaciji.